# Acalypha coryloides
Acalypha coryloides é uma espécie de flor do gênero Acalypha, pertencente à família Euphorbiaceae.